# Macroblocco
Il Macroblocco è un componente della compressione dell'immagine e una tecnica basata su DCT (Trasformata discreta del coseno) usata su immagini ferme (foto) ed in movimento (filmati). I macroblocchi sono solitamente composti di due o più blocchi di pixels. Nello standard JPEG i macroblocchi sono chiamati blocchi MCU.
L'immagine viene scomposta in "piastrelle" denominate macroblocchi la cui dimensione dipende dal codec e solitamente è un multiplo di 4 (4 per 4 pixels, 8 per 8 ecc).
Nell'MPEG2 ed altri codec "stagionati" la dimensione dei macroblocchi è fissata a 8x8 pixels. In codec moderni come H.263 e H.264 il macroblocco base è di 16x16 pixels ma può essere scomposto in blocchi più piccoli o partizioni anche rettangolari che sono 4, 8, 12 o 16 pixels per 4, 8, 12 o 16 pixels.
(Queste piccole partizioni devono poi combinarsi per formare comunque macroblocchi di 16x16 pixels).
Nel video digitale fotogrammi successivi vengono ricavati dai precedenti per differenze (posizione e/o contenuto) fra macroblocchi.